# Jackson Price
Pour les articles homonymes, voir Price.
Jackson Price est un acteur de films pornographiques gay américain, né le 12 novembre 1968 à Saint-Louis (Missouri).
Acteur blond et musclé, Jackson Price a fait ses débuts dans le porno vers 2000. Après avoir été nommé meilleur débutant aux Grabby Awards, il s'est très vite orienté vers des films très hard, mêlant godes et fisting. Il a également tourné dans des vidéos bareback et participé à la réalisation de films pour le studio Hot Hand Productions.

## Vidéographie sélective
- Jackson Price Bareback
- Barebacking Boys
- Alone With - Volume 2
- Blue Collar
- Deception Part 1
- Lucas On Top
- Aim to Please
- Bounce
- Cockwatch
- Felt (2001)
- Hazed
- In Gear
- Jeff Stryker Does Hard Time
- Lickity Split
- The Missing Link
- Open Trench - Vol. 1
- The Other Side of Aspen V
- Pillage & Plunder: The Movie
- The Seven Deadly Sins: Pride
- Shock: Part 1
- At Arm's Length - Part 1
- At Arm's Length - Part 2
- Hard Bargain
- Harley Does the Strip
- Head Strong
- Heads or Tails I (2000)
- Hustlers Club (2000)
- The Journey Back
- Live and Raw: The Movie
- Mavericks 2
- Plugged In (2000)
- Steve Rambo's Wild West Adventure
- At Arm's Length 2 (2000)
- Hand Over Fist (2000)
- The Violation, Part 1: Seized (2000)
- The Journey Back (2000)
- The Violation: Surrender (2000)
- At Arm's Length (2000)
- Lickity Split (2001)
- Aim to Please (2001)
- Cockwatch (2001)
- Pillage & Plunder: The Movie (2001)
- The Seven Deadly Sins: Pride (2001)
- Bounce (2001)
- L.A. Sex Party (2001)
- Open Trench, Vol. 1 (2001)
- Shock, Part 1 (2001)
- The Other Side of Aspen 5 (2001)
- In Gear (2001)
- Some Pigs: Parts I & II (2002)
- Blue Collar (2003)
- Heat of the Moment (2005)
- Built to Fuck (2007)

## Récompenses
- 2001 : Adult Erotic Gay Video Award (Grabby) du « Best Newcomer »